# جاك دوبويس
جاك دوبويس (بالفرنسية: Jacques Dubois)‏ هو عالم تشريح وبروفيسور وطبيب فرنسي، ولد في 1478 في أميان في فرنسا، وتوفي في 14 يناير 1555 في باريس في فرنسا.